# Wahlkreis Dumbarton (Schottisches Parlament)
| Dumbarton                           |
| ----------------------------------- |
| Dumbarton · West Scotland           |
| Gebildet                            |
| 1999                                |
| Abgeordneter                        |
| Jackie Baillie (Labour)             |
| Regionen                            |
| Argyll and Bute West Dunbartonshire |

Dumbarton ist ein Wahlkreis für das Schottische Parlament. Er wurde 1999 als einer von neun Wahlkreisen der Wahlregion West of Scotland eingeführt, die im Zuge der Revision der Wahlkreise im Jahre 2011 neu zugeschnitten und in West Scotland umbenannt wurde. Hierbei wurden geringe Veränderungen an den Nordwestgrenzen des Wahlkreises Dumbarton vorgenommen. Der Wahlkreis umfasst Teile der Council Areas Argyll and Bute und West Dunbartonshire. Die größten Städte innerhalb der Grenzen sind Alexandria, Dumbarton und Helensburgh. Der Wahlkreis entsendet einen Abgeordneten.
Der Wahlkreis erstreckt sich über eine Fläche von 657,2 km2. Im Jahre 2020 lebten 72.587 Personen innerhalb seiner Grenzen.

## Wahlergebnisse

### Parlamentswahl 1999
| Ergebnisse der Parlamentswahl 1999 | Ergebnisse der Parlamentswahl 1999 | Ergebnisse der Parlamentswahl 1999 | Ergebnisse der Parlamentswahl 1999 |
| Partei                             | Kandidat                           | Stimmen                            | %                                  |
| ---------------------------------- | ---------------------------------- | ---------------------------------- | ---------------------------------- |
| Labour                             | Jackie Baillie                     | 15.181                             | 43,8                               |
| SNP                                | Lloyd Quinan                       | 10.434                             | 30,0                               |
| Conservative                       | Donald Reece                       | 5060                               | 14,5                               |
| Liberal Democrats                  | Paul Coleshill                     | 4035                               | 11,6                               |
| Wahlbeteiligung: 34.699 (61,86 %)  |                                    |                                    |                                    |

### Parlamentswahl 2003
| Ergebnisse der Parlamentswahl 2003 | Ergebnisse der Parlamentswahl 2003 | Ergebnisse der Parlamentswahl 2003 | Ergebnisse der Parlamentswahl 2003 | Ergebnisse der Parlamentswahl 2003 |
| Partei                             | Kandidat                           | Stimmen                            | %                                  | ±                                  |
| ---------------------------------- | ---------------------------------- | ---------------------------------- | ---------------------------------- | ---------------------------------- |
| Labour                             | Jackie Baillie                     | 12.154                             | 42,2                               | −1,6                               |
| SNP                                | Iain Docherty                      | 5542                               | 19,2                               | −10,8                              |
| Liberal Democrats                  | Eric Thompson                      | 4455                               | 15,5                               | +3,9                               |
| Conservative                       | Murray Tosh                        | 4178                               | 14,5                               | 0,0                                |
| Socialist                          | Les Robertson                      | 2494                               | 8,7                                | +8,7                               |
| Wahlbeteiligung: 28.823 (51,86 %)  |                                    |                                    |                                    |                                    |

### Parlamentswahl 2007
| Ergebnisse der Parlamentswahl 2007 | Ergebnisse der Parlamentswahl 2007 | Ergebnisse der Parlamentswahl 2007 | Ergebnisse der Parlamentswahl 2007 | Ergebnisse der Parlamentswahl 2007 |
| Partei                             | Kandidat                           | Stimmen                            | %                                  | ±                                  |
| ---------------------------------- | ---------------------------------- | ---------------------------------- | ---------------------------------- | ---------------------------------- |
| Labour                             | Jackie Baillie                     | 11.635                             | 38,7                               | −3,5                               |
| SNP                                | Graeme McCormick                   | 10.024                             | 33,4                               | +14,2                              |
| Conservative                       | Brian Pope                         | 4701                               | 15,6                               | +1,1                               |
| Liberal Democrats                  | Alex Mackie                        | 3385                               | 11,3                               | −4,2                               |
| Scottish Jacobite Party            | John Black                         | 309                                | 1,0                                | +1,0                               |
| Wahlbeteiligung: 30.054 (55,63 %)  |                                    |                                    |                                    |                                    |

### Parlamentswahl 2011
| Ergebnisse der Parlamentswahl 2011 | Ergebnisse der Parlamentswahl 2011 | Ergebnisse der Parlamentswahl 2011 | Ergebnisse der Parlamentswahl 2011 | Ergebnisse der Parlamentswahl 2011 |
| Partei                             | Kandidat                           | Stimmen                            | %                                  | ±                                  |
| ---------------------------------- | ---------------------------------- | ---------------------------------- | ---------------------------------- | ---------------------------------- |
| Labour                             | Jackie Baillie                     | 12.562                             | 44,1                               | +5,4                               |
| SNP                                | Iain Robertson                     | 10.923                             | 38,3                               | +5,1                               |
| Conservative                       | Graham Smith                       | 3395                               | 11,9                               | −3,7                               |
| Liberal Democrats                  | Helen Watt                         | 858                                | 3,0                                | −8,3                               |
| Parteilos                          | George Rice                        | 770                                | 2,7                                | +2,7                               |
| Wahlbeteiligung: 28.508 (53,32 %)  |                                    |                                    |                                    |                                    |

### Parlamentswahl 2016
| Ergebnisse der Parlamentswahl 2016 | Ergebnisse der Parlamentswahl 2016 | Ergebnisse der Parlamentswahl 2016 | Ergebnisse der Parlamentswahl 2016 | Ergebnisse der Parlamentswahl 2016 |
| Partei                             | Kandidat                           | Stimmen                            | %                                  | ±                                  |
| ---------------------------------- | ---------------------------------- | ---------------------------------- | ---------------------------------- | ---------------------------------- |
| Labour                             | Jackie Baillie                     | 13.522                             | 40,2                               | −3,8                               |
| SNP                                | Gail Robertson                     | 13.413                             | 39,9                               | +1,6                               |
| Conservative                       | Maurice Corry                      | 4.891                              | 14,6                               | +2,6                               |
| Liberal Democrats                  | Aileen Morton                      | 1.131                              | 3,4                                | +0,4                               |
| Parteilos                          | Andrew Muir                        | 641                                | 1,9                                | +1,9                               |
| Wahlbeteiligung: (61,0 %)          |                                    |                                    |                                    |                                    |

### Parlamentswahl 2021
| Ergebnisse der Parlamentswahl 2021 | Ergebnisse der Parlamentswahl 2021 | Ergebnisse der Parlamentswahl 2021 | Ergebnisse der Parlamentswahl 2021 | Ergebnisse der Parlamentswahl 2021 |
| Partei                             | Kandidat                           | Stimmen                            | %                                  | ±                                  |
| ---------------------------------- | ---------------------------------- | ---------------------------------- | ---------------------------------- | ---------------------------------- |
| Labour                             | Jackie Baillie                     | 17.825                             | 46,3                               | +6,1                               |
| SNP                                | Toni Giugliano                     | 16.342                             | 42,5                               | +2,6                               |
| Conservative                       | Maurice Corry                      | 3.205                              | 8,3                                | −6,3                               |
| Liberal Democrats                  | Andy Foxall                        | 676                                | 1,8                                | −1,6                               |
| Parteilos                          | James Morrison                     | 183                                | 0,5                                | +0,5                               |
| Libertarian                        | Jonathan Rainey                    | 134                                | 0,3                                | +0,3                               |
| Parteilos                          | Andrew Muir                        | 94                                 | 0,2                                | −1,7                               |
| Wahlbeteiligung: 68 %              |                                    |                                    |                                    |                                    |